# Торре-Ле-Ночелле
Торре-Ле-Ночелле (італ. Torre Le Nocelle) — муніципалітет в Італії, у регіоні Кампанія,  провінція Авелліно.
Торре-Ле-Ночелле розташоване на відстані близько 230 км на південний схід від Рима, 60 км на схід від Неаполя, 15 км на північний схід від Авелліно.
Населення — 1351 особа (2014).
Щорічний фестиваль відбувається 16 березня та 8 серпня. Покровитель — святий Киріяк.

## Демографія
Населення за роками:

Станом на 1 січня 2023 року в муніципалітеті офіційно проживали 53 іноземці з 23 країн, серед них 13 громадян країн Євросоюзу та 4 громадяни України.

## Сусідні муніципалітети
- Мірабелла-Еклано
- Монтемілетто
- П'єтрадефузі
- Тауразі
- Вентікано